# Pogonostoma praetervisum
Pogonostoma praetervisum is een keversoort uit de familie van de loopkevers (Carabidae). De wetenschappelijke naam van de soort is voor het eerst geldig gepubliceerd in 2005 door J.Moravec.